# Динкельсбюль
Динкельсбюль (нем. Dinkelsbühl) — старинный город на «романтической дороге» в Германии, районный центр, расположен в земле Бавария.
Подчинён административному округу Средняя Франкония. Входит в состав района Ансбах. Население составляет 11 482 человека (на 31 декабря 2010 года). Занимает площадь 75,19 км². Официальный код — 09 5 71 136.

## История
Укрепленный императором Генрихом V, Динкельсбюль получил в 1305 году те же самые муниципальные права как и Ульм, а в 1351 году — статус имперского города. В 1536 г. было составлено уложение городских законов (нем. Dinkelsbühler Recht), пересмотренное в 1738 году. По условиям вестфальского мира Динкельсбюль (наряду с Равенсбургом, Аугсбургом и Биберахом) попал в число четырёх имперских городов, в администрации которых соблюдался строгий паритет между католиками и протестантами. Эта система была упразднена вместе с самой империей в 1802 году, когда Наполеон отдал перечисленные города баварской короне.
Каждое лето Динкельсбюль отмечает день сдачи города шведским войскам во время Тридцатилетней войны. В реконструкции событий тех лет принимают участие многие жители города. Это представление демонстрирует шведские войска, нападающие на городские ворота и детей, одетых в традиционную одежду, прибывших на место событий, чтобы засвидетельствовать происходящее. Это историческое событие называют «Киндерцехе» (нем. Kinderzeche), что в свободном переводе означает «детское пиршество».

## Старая часть города
Первые здания Динкельсбюля, которые сегодня составляют часть старого города, появились около 1130 года. Город являлся опорным пунктом и связующим звеном между владениями династии Гогенштауфен в те времена, когда Гогенштауфены и Вельфы боролись за немецкую корону. Предполагалось, что предыдущее поселение находилось  у   Вёрницфурт  вокруг Каролингского королевского двора  и заложено оно было в 730г.
Как можно сделать заключение из окончания названия населенного пункта, близлежащая лесистая местность кейпера была заселена в 8-м веке во времена поздней франкской колонизации. Возведенная в целях обороны городская стена округлой формы четко распознаваема и в современном облике города, причем форма улиц Спитальгассе, Нижней Шмидсгассе, Фёренберггассе и Ветгассе соответствуют не форме прохождения городской стены, а форме обводного городского рва. Городская стена проходила в пределах сегодняшних застроенных кварталов, в том числе между улицами: Нижней Шмидсгассе и Эльзасергассе, а также между Фёренберггассе и Лангегассе, что можно реконструировать по границам земельных участков, придворной усадьбы и многих зданий (старая городская стена является задней стеной некоторых домов).
В отличие от большинства городских населенных пунктов XIII века (например, Ротенбург-об-дер-Таубер) в Динкельсбюле нет центральной, прямоугольной торговой площади. Есть только несколько рыночных улиц, которые расширяются конически, на примере винного рынка, который на северной стороне достигает 36-метровой ширины. Улицы были предназначены для торговли различными продуктами. Рядом с винным рынком в районе старого города сегодняшняя улица Зегринген была разделена на овсяный, хлебный и мясной рынки. Современная площадь старой ратуши была скотным рынком, a вся улица Нордлингер — кожаным рынком. Функциональной оказалась и структура центральной части города. Уже в XIV веке расширение границ города было настолько хорошо спланировано, что в будущем не понадобилось никакого смещения центра города и коммерческого центра. После завершения строительства Георгиевской церкви в 1499 году, это здание стало самым доминирующим знаком культурного расцвета города. С тех пор архитектурный облик города не претерпел существенных изменений.
Во время экономического расцвета города Динкельсбюль в  XIV и  XV столетиях за пределами старых городских ворот были основаны пригородные поселения вероятно в такой последовательности: Ротенбург, Зегрингер, Вёрниц и Нёрлингер. Со строительством городской стены в 1372 году старая часть города Динкельсбюль приобрелa её сегодняшнюю форму, причем Вёрниц не был обведен стеной, так как окружающие водоемы создавали естественную защиту.
В целях присоединения пригородных поселений Ротенбург и Нёрлингер к городу, параллельно главной оси города, были проведены переулки: на севере — Бауофгассе и на юге — Лангегассе. Застройки в Вёрнице расположились тесно и практично — без незастроенных мест. Огнеопасное ремесло (кузница) расположилось в Ротенбурге. К востоку от переулка Шмидгассе в жилом квартале Ротенбург находится больничный двор, как закрытый комплекс. Из-за наличия воды в городском котловане крестьянский пригород Нёрлингер был также заселен красильщиками и дубильщиками кожи. На редко заселенных склонах пригородов Ротенбург, Зегрингер и Нёрлингер селились также изготовители сукна и ткачи, которые нуждались для своего ремесла в большом пространстве. Кроме того, здесь находились монастыри капуцинов и кармелитов, а также дом Тевтонского ордена. Оставшиеся свободные площади были засажены фруктами или использовались для выпаски лошадей.
В противоположность наибольшему числу исторических городов старая часть города Динкельбюль пространственно полностью отделена от всех последующих расширений города, которые произошли в 19-м и 20-м столетиях. Город полностью окружен стеной, к которой на западе и на юге присоединяется городской котлован, вырытый в песчанике. На севере находится пруд Ротенбург, а на востоке — пойма для затопления Вёрниц. Силуэт города со стороны Вёрниц, пожалуй, — самое знаменитое изображение города.

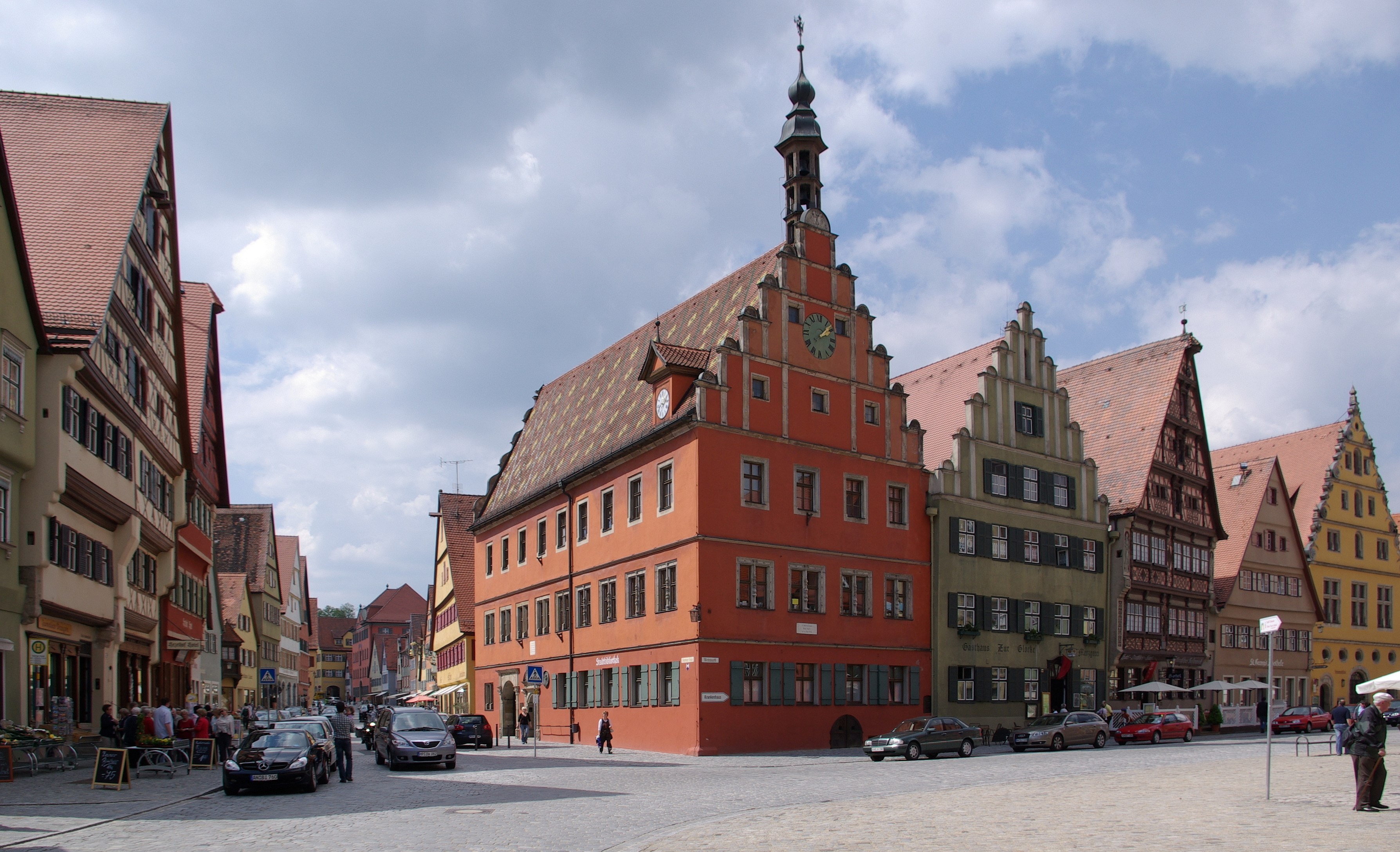
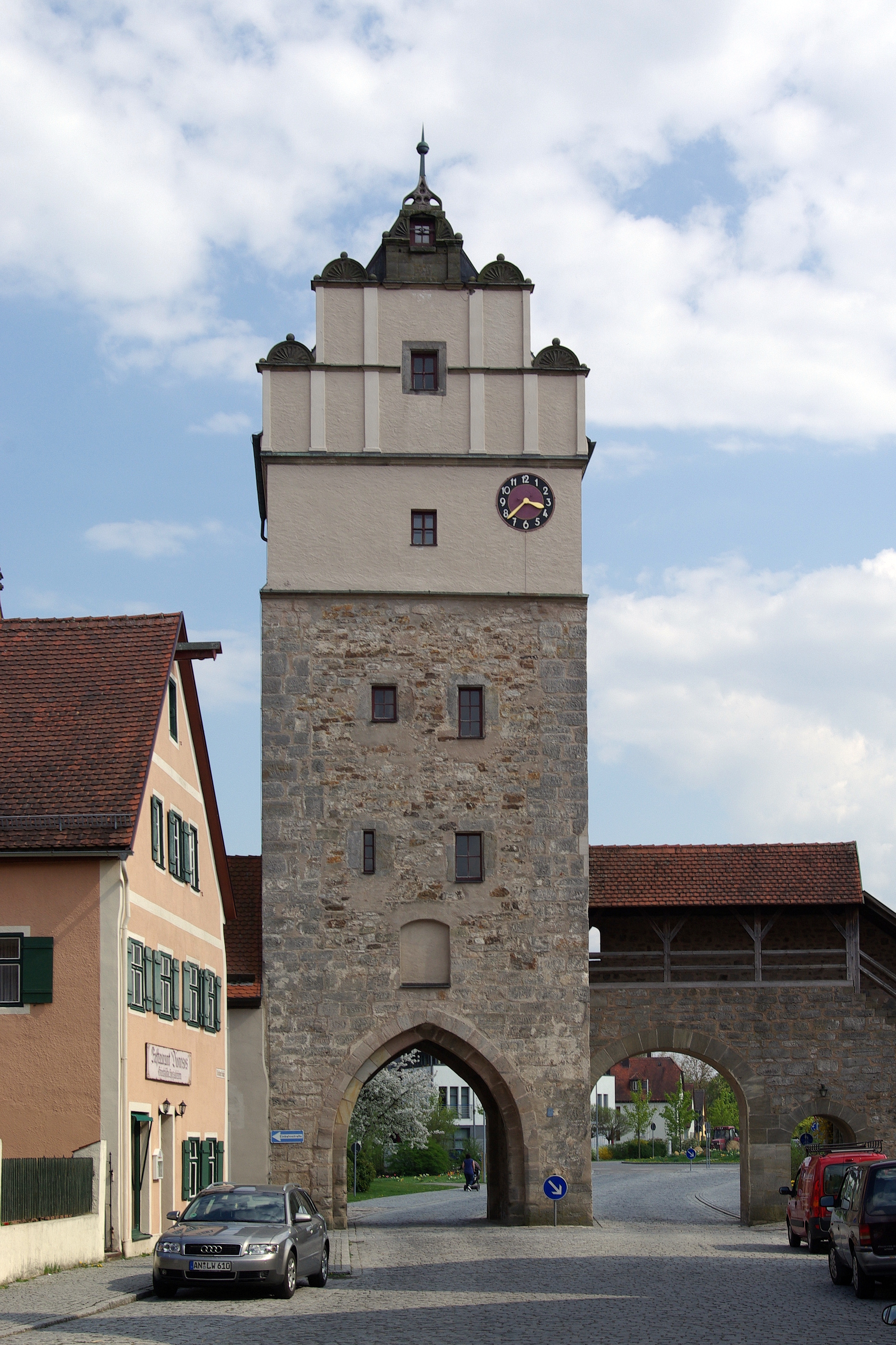
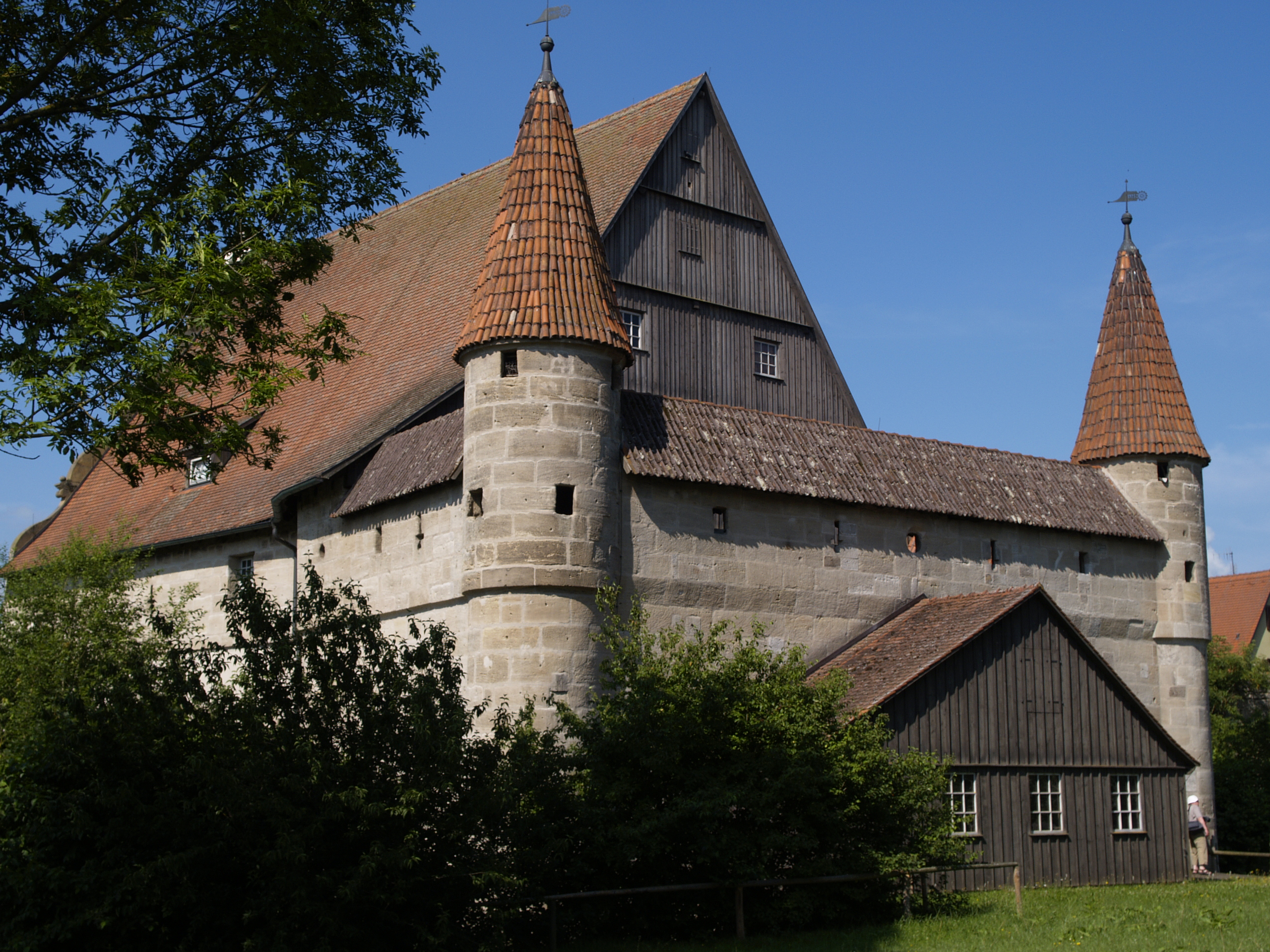
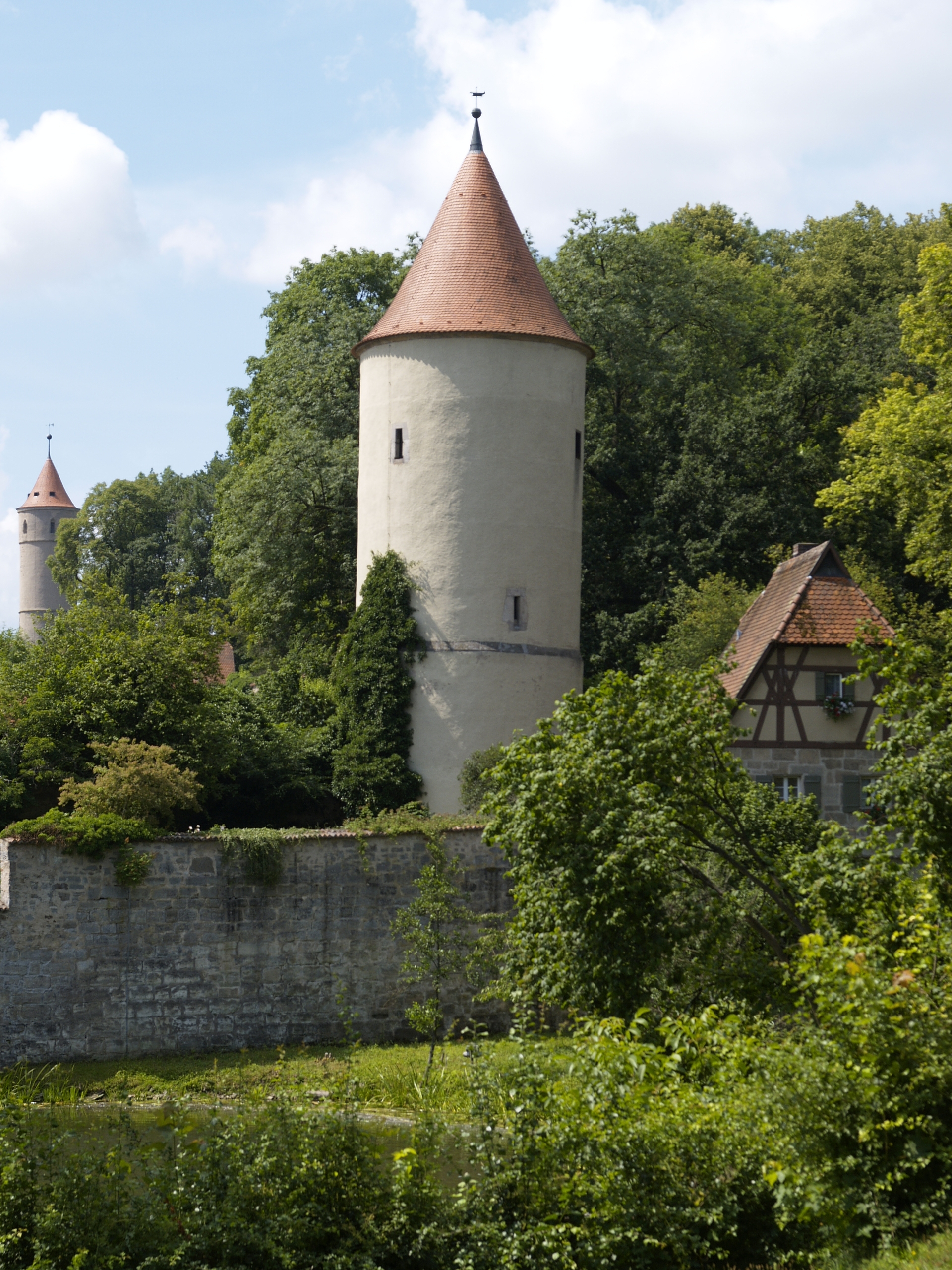

## Население
По оценке на 31 декабря 2015 года население общины Динкельсбюль составляет 11 538 чел. 

| Дата      | 1840 | 1871 | 1900 | 1925 | 1939 | 1950  | 1961  | 1970  | 1987  | 2011  |
| --------- | ---- | ---- | ---- | ---- | ---- | ----- | ----- | ----- | ----- | ----- |
| Население | 7569 | 7980 | 7282 | 7847 | 7267 | 10714 | 10546 | 10711 | 10630 | 11216 |

| Год       | 1960  | 1970  | 1980  | 1990  | 2000  | 2009  | 2010  | 2011  | 2012  | 2013  | 2014  | 2015  |
| --------- | ----- | ----- | ----- | ----- | ----- | ----- | ----- | ----- | ----- | ----- | ----- | ----- |
| Население | 10133 | 10724 | 10814 | 11226 | 11549 | 11443 | 11482 | 11256 | 11287 | 11315 | 11389 | 11538 |